# Balneário Pré-Romano de Bracara
O Balneário Pré-Romano de Bracara ou Balneário pré-romano da Estação da CP, situa-se na cidade de Braga, mais propriamente na nova Estação de Caminhos de Ferro, ou num contexto histórico, situava-se a 300 m da muralha (futura) da cidade romana de Bracara Augusta. Foi descoberto durante as escavações da nova estação de comboios de Braga. Tem cerca de 4 m de comprimento x 2 m de largura, e segundo os arqueólogos foi construído durante o período pré-romano (época castreja) no noroeste da Península Ibérica.
O balneário era semienterrado, típico da cultura castreja, de paredes em pedra e tecto em lajes de pedra que encaixavam nas paredes exteriores e numa viga central de madeira. O interior estava dividido em três zonas, uma sala de sauna, um forno e uma sala intermédia de transição. Entre a sala intermédia e a sala de sauna existe uma grande laje com uma abertura semicircular, abertura que permitiria a entrada e saída da sala de sauna. A laje destinava-se a reter o calor proveniente da sala de sauna. No exterior existe um pátio com uma pia.
A água provinha de uma linha de água que descia do actual centro da cidade até ao rio Cávado. A água que corria no pátio era destinada a banhos frios e lavagens. Dentro do balneário, colocavam-se pedras de pequenas dimensões ou seixos no forno, onde eram aquecidas a fim de provocar, juntamente com água, os vapores que eram conduzido para a sala de sauna. 
A Câmara de Braga irá apreciar, na reunião do executivo em março de 2025, a proposta de abertura do procedimento de Classificação de Bem Cultural de Interesse Municipal do balneário.